# María José Yellici
María José de las Mercedes Yellici Sánchis es una reina de belleza española-venezolana. Fue la ganadora del concurso Miss Venezuela 1969, que se efectuó en el Teatro París (hoy Teatro La Campiña) de Caracas el 1° de julio de 1969. Recibió la corona de manos de Peggy Kopp, Miss Venezuela 1968.

## Miss Venezuela 1969
Al momento de su coronación María José estudiaba en la Universidad Central de Venezuela la carrera de Estudios Internacionales y representó al estado Aragua, dándole su primera corona en el Miss Venezuela.

## Cuadro final de Miss Venezuela 1969
- María José Yellici, Miss Aragua (ganadora, renunció en octubre de 1969)
- Marzia Piazza, Miss Departamento Vargas (primera finalista, fue coronada en octubre de 1969)
- Cristina Keusch, Miss Miranda (segunda finalista)
- Maritza Celis, Miss Trujillo (tercera finalista)
- Maritza Bruzsasco, Miss Bolívar (cuarta finalista)

## Participación en el Miss Universo 1969
Semanas después participó en el Miss Universo 1969, donde no figuró entre las 15 semifinalistas de este concurso.

## Renuncia al Miss Venezuela
Tras su participación en el Miss Universo María José renunció por amor a la corona de Miss Venezuela, aunque no se casó en ese momento.

## Matrimonio
Luego de su renuncia se casó con el diputado Jesús Bernardoni, con quien tuvo a su hija Carolina.